# L'Oncle de Russie
Pour plus de détails, voir Fiche technique et Distribution.
L’Oncle de Russie est un film français réalisé par Francis Girod, sorti en 2006.
Il a été diffusé trois semaines après la mort du réalisateur Francis Girod, qui souhaitait « mêler la grande histoire à la petite histoire ».

## Synopsis
Déporté en URSS en 1945 et officiellement disparu, Gaston Boissac réapparaît à l'âge de 70 ans dans son village, où il sème le trouble et ravive les passions. Il n'avait pas cessé d'écrire à sa famille et à sa fiancée, mais ses lettres n'avaient pas été distribuées à leurs destinataires.

## Fiche technique
- Titre : L’Oncle de Russie
- Réalisation : Francis Girod
- Scénario : Philippe Madral ; adaptation et dialogue : Philippe Madral et Francis Girod
- Musique : Laurent Petitgirard
- Montage : Isabelle Dedieu
- Pays de production :  France
- Genre : comédie dramatique
- Date de sortie : 
  - France : 10 décembre 2006

## Distribution
- Claude Brasseur : Gaston Boissac
- Marie-José Nat : Geneviève Ferrand
- Benoît Allemane : Antoine Boissac - frère de Gaston
- Jean-Paul Zehnacker : le maire de Soulières
- Mathieu Bisson : François - le journaliste
- Macha Petina[3] : Marina - l'interprète
- Marc Dudicourt : Fernand Jaunart - le facteur
- Thomas Chabrol : Le notaire

## À noter
- Le film a été tourné à Sardent dans le département de la Creuse[4].
- C'est le dernier film réalisé par Francis Girod, mort peu avant sa sortie.